# الشعب والسلطة
"الشعب والسلطة" هو برنامج يتناول الشؤون الجارية ‏ على قناة الجزيرة الإنجليزية ويبث مرة واحدة في الأسبوع، أيام الأربعاء، ويعاد بثه طوال الأسبوع. ويعرض البرنامج أيضًا على قناة الجزيرة أميركا مرة واحدة في الأسبوع يوم الخميس.
يتضمن كل برنامج مدته نصف ساعة فيلمًا وثائقيًا استقصائيًا حول قضية مرتبطة بالطاقة من جميع أنحاء العالم. يتضمن البرنامج أحيانًا فقرات خاصة مدتها ساعة واحدة.

## تاريخ
أُطلق برنامج الشعب والسلطة في 15 نوفمبر 2006 مع إطلاق قناة الجزيرة الإنجليزية.
كان للبرنامج في الأصل مقدم. وقد تم تقديم البرنامج من قبل الإعلامية شيرين الفقي ولكن تم استبدالها بمقدمة جديدة وهي سماح الشحات، وهي خبيرة اقتصادية في مجال التنمية، في مارس/آذار 2007. كانت جوليانا روهفوس المراسلة الرئيسية للبرنامج ومقدمته أحيانًا. وقد أطلق فيلمها عن المقاتلين السابقين في ليبيريا البرنامج في اليوم الذي بدأت فيه قناة الجزيرة البث.
قدم العرض عدة فترات منتظمة. في سلسلة بعنوان "لو كانت لدي القوة" سألت الناس في الشارع ماذا سيفعلون لو كانت لديهم سلطة رئيس الولايات المتحدة جورج دبليو بوش ليوم واحد. تتناول أفلام "قوة الشخص الواحد" التي تبلغ مدتها خمس دقائق كيف استطاع شخص واحد تغيير حياة مجتمع من خلال أفعاله. لم تعد هذه الفتحات معروضة.
لقد شهدت مجلة الشعب والسلطة منذ ذلك الحين إعادة إطلاق كبيرة.

## المقابلات
في بعض الأحيان يتضمن البرنامج مناقشات الاستوديو.